# توم ليدن
توم ليدن مواليد 11 يوليو 1987 في سودرتاليا، هو لاعب كرة سلة سويدي. بدأ مسيرته الاحترافية في سنة 2006. يلعب مع لوليو في الدوري السويدي لكرة السلة. يحمل الرقم 11.

## المسيرة الاحترافية
لعب مع سودرتاليا كينغ من سنة 2006 إلى 2011، ثم لعب مع سندسفال دراغونز من سنة 2011 إلى 2014، ثم لعب مع نادي لوليو لكرة السلة في سنة 2016.

## روابط خارجية
- توم ليدن على موقع الاتحاد الدولي لكرة السلة (الإنجليزية)
- توم ليدن على موقع كرة السلة الأوروبية.كوم (الإنجليزية)
- توم ليدن على موقع ريلجم (الإنجليزية)
- توم ليدن على موقع بروبوليرز (الإنجليزية)